# Джеймі Гемілтон (видавець)
Джеймі Гемілтон (англ. Jamie Hamilton, 15 листопада 1900 — 24 травня 1988) — британський академічний веслувальник.
Срібний призер Олімпійських Ігор 1928 року в складі вісімки.